# Discriminante
In matematica, il discriminante di un polinomio è una quantità che dà informazioni sulle sue radici e, nell'ambito della teoria di Galois, sul gruppo di Galois del polinomio.
Come caso particolare, il discriminante dell'equazione di secondo grado {\displaystyle ax^{2}+bx+c=0} è {\displaystyle b^{2}-4ac}, e questa quantità è presente direttamente nella formula risolutiva dell'equazione.

## Definizione e calcolo
Sia f(x) un polinomio su un campo F di grado {\displaystyle n} con coefficiente direttore {\displaystyle a_{n}}, e siano {\displaystyle \alpha _{1},\alpha _{2},\ldots ,\alpha _{n}} le sue radici in un suo campo di spezzamento. Il discriminante di f è
{\displaystyle D(f)=a_{n}^{2n-2}\prod _{i<j}(\alpha _{i}-\alpha _{j})^{2}}
Dalla definizione segue immediatamente che D(f)=0 se e solo se f ha radici multiple; inoltre, poiché D è una funzione simmetrica delle radici, D(f) può essere espresso in termini dei coefficienti di f, e dunque appartiene ad F. Una definizione equivalente è
{\displaystyle D(f)=(-1)^{n(n-1)/2}\prod _{i=1}^{n}f'(\alpha _{i})}
dove {\displaystyle f'} è la derivata di f (o più precisamente, dato che non è necessario che F sia un sottoinsieme dei numeri complessi, la sua derivata formale).
Nella maggior parte dei casi, la definizione non permette però di calcolare esplicitamente il discriminante, in quanto richiede di conoscere già le radici del polinomio. Un metodo per calcolare direttamente il discriminante a partire dai coefficienti è attraverso il concetto di risultante tra due polinomi, ovvero il determinante della matrice di Sylvester associata. In particolare, il discriminante è, a meno di un fattore, uguale al risultante di f e f': se {\displaystyle f(x)=a_{n}x^{n}+a_{n-1}x^{n-1}+\cdots +a_{1}x+a_{0}}, allora
{\displaystyle D(f)=(-1)^{{\frac {1}{2}}n(n-1)}{\frac {1}{a_{n}}}\det {\begin{pmatrix}a_{n}&a_{n-1}&a_{n-2}&\ldots &a_{1}&a_{0}&0\ldots &\ldots &0\\0&a_{n}&a_{n-1}&a_{n-2}&\ldots &a_{1}&a_{0}&0\ldots &0\\\vdots \ &&&&&&&&\vdots \\0&\ldots \ &0&a_{n}&a_{n-1}&a_{n-2}&\ldots &a_{1}&a_{0}\\na_{n}&(n-1)a_{n-1}&(n-2)a_{n-2}&\ldots \ &a_{1}&0&\ldots &\ldots &0\\0&na_{n}&(n-1)a_{n-1}&(n-2)a_{n-2}&\ldots \ &a_{1}&0&\ldots &0\\\vdots \ &&&&&&&&\vdots \\0&0&\ldots &0&na_{n}&(n-1)a_{n-1}&(n-2)a_{n-2}&\ldots \ &a_{1}\\\end{pmatrix}}.}

### Esempi
Per un polinomio di secondo grado {\displaystyle ax^{2}+bx+c}, il discriminante coincide con la quantità {\displaystyle b^{2}-4ac} che compare nella formula risolutiva
{\displaystyle x_{1,2}={\frac {-b\pm {\sqrt {b^{2}-4ac}}}{2a}}}
In particolare, se il discriminante è positivo l'equazione ha due radici reali, se è negativo ne ha due complesse non reali e se è nullo le radici coincidono.
Per le equazioni di terzo grado (che si possono supporre nella forma ridotta {\displaystyle x^{3}+px+q}), il discriminante è {\displaystyle -4p^{3}-27q^{2}} che compare sotto radice (nella forma {\displaystyle q^{2}/4+p^{3}/27}) nelle formule di Cardano per la loro risoluzione.
Altri polinomi di cui è facile calcolare il discriminante sono i p-esimi polinomi ciclotomici, per p numero primo: per essi si ha: {\displaystyle D(f)=(-1)^{(p-1)/2}p^{p}}

## Radice del discriminante e gruppo di Galois
Una quantità importante, nell'ambito della teoria di Galois, per lo studio dei campi di spezzamento dei polinomi, è la radice quadrata del discriminante, ovvero la quantità
{\displaystyle \delta (f)=\prod _{i<j}(\alpha _{i}-\alpha _{j})}
Essendo questo numero una funzione razionale delle radici del polinomio, appartiene sicuramente al campo di spezzamento; inoltre, poiché il suo quadrato è in F, {\displaystyle F(\delta )} è un ampliamento al più quadratico di F. δ è inoltre fissato da tutte le permutazioni pari (in quanto ogni permutazione non può far altro che cambiare il segno di δ) e quindi è il campo fisso di {\displaystyle G\cap A_{n}}, dove G è il gruppo di Galois di f su F e An è il gruppo alterno: in particolare, G è contenuto in An se e solo se δ appartiene ad F.
Questo permette, ad esempio di classificare completamente i campi di spezzamento dei polinomi irriducibili di terzo grado: se il discriminante è negativo δ non è reale e, quindi, non lo è neppure il campo di spezzamento, e il gruppo di Galois è S3; se invece il discriminante è positivo, il campo di spezzamento è reale e il gruppo di Galois è A3 (ovvero il gruppo ciclico con tre elementi) o S3 a seconda che il discriminante sia o meno un quadrato in {\displaystyle \mathbb {Q} }.